# Naturvårdslagen
Naturvårdslagen (1964:822, NVL) är en tidigare svensk lag från 1964 som reglerade skyddet för naturmiljön och friluftslivet. Den upphävdes den 1 januari 1999, då miljöbalken (MB) trädde i dess ställe. När naturvårdslagen trädde i kraft den 1 januari 1965, ersatte den två tidigare lagar: strandlagen (1952:382) och naturskyddslagen (1952:688, NSL).
Lagens portalparagraf stadgade att naturen utgör en nationell tillgång att skydda och vårda, varför enskilda ska visa hänsyn mot naturen. Den slog även fast att naturen, enligt allemansrätten, är tillgänglig för alla. Utöver det innehöll lagen bestämmelser om skydd och omsyn över naturvårdsområden, såsom naturreservat och nationalparker. Naturvårdslagen innehöll bland annat även bestämmelser om de tillstånd som krävdes för täktverksamhet och markavvattning. Bestämmelserna i naturvårdslagen har idag till stora delar sina motsvarigheter i miljöbalken.